# Vörös (heraldika)
Névváltozatok: 
veres (Nagy Iván V. 277., Bárczay 56.), piros (Nagy Iván IX. 138.), pirosuló (Nagy Iván V. 353.), halvány piros (Nagy Iván VI. 409.), roh , rőt (TESz III. 430. l.), vereslő (Nagy Iván V. 152), cláris színű ['korallvörös'] (M. nyelvtört. 66.), vérszínű (Nagy Iván V. 276.), vér színű (Tört. segéd. 238.), vër színű (NySz I. 420.), vörhenyeges (Nagy Iván VII. 282., X. 138.), szederjes (NySz I. 1124.), karmazsinszínű (Biblia, Mózes II. 26: 31), gránát, pannus coccinus, scharlachrotes tuch (NySz I. 835.), skarlátszín [égőpiros, skarlátvörös] (TESz III. 553.), skárlát festék: coccinum, coccineus color, scharlachfarbe (NySz I. 835.), bíbor (Bertényi Új. m. 46.)

fr: gueules, r. fr: rouge (en: red), vermeil (en: vermilion), sinople, en: gules, de: Rot, r. de: Keln (Oswald 223.), Rubin, Rubinfarbe (Oswald 336.), Roth, la: rubeus, sanguineus, rufus, miniatum, cocceus

Rövidítések

A vörös a színek közé tartozó heraldikai színezék. A címertanban szinte csak a cinóbervörös fordul elő. Az ennél halványabb vagy sötétebb árnyalatok külön nemheraldikus színekké váltak.
A lengyel heraldikában a vörös a legelterjedtebb pajzsszín. A 16. századra a nemesi címerek csaknem felének a mezője volt vörös Lengyelországban, benne egy vagy több ezüst címerábrával.

## A szó etimológiája
A vörös szín a heraldikában valószínűleg valamilyen vörös prémre megy vissza. Erre utal a vörös francia (1165: gueules) és angol (gules) heraldikai elnevezése. Ez a régi francia goules vagy gueules 'torok' származéka. Ez valamilyen prémes állat torkára vonatkozik. (Innen ered az angol gullet.) A magyarban az Apor Péternél előforduló rókatorok vonható ide. A francia szó a gueule többes számának tűnik, mely a középkori latin gula 'ragadozó állat szája' származéka.
A 17. századtól kimutathatóan úgy vélték, hogy a szó a perzsa gul 'rózsa' származéka, mely a muzulmán Spanyolországon át vagy a keresztesekkel terjedt el Nyugat-Európában, de ez valószínűleg helytelen felfogás, noha más színek (kék – fr: azur, zöld – fr: sinople, en: vert) keleti eredete nyilvánvaló.
A korai időkben más szavakat is használtak a francia heraldikában a vörösre (rouge – rőt, vermeil – cinóbervörös, sinople – cinóber, ma zöld a fr. heraldikában). Az utóbbi a kisázsiai Sinop város nevéből származik, ahol az agyag vöröses okkerszínű volt. (A modern angolban ehhez hasonló a sienna szó használata.) A 14. század közepéig a francia heraldika a zöldet ugyanúgy vert-nek nevezte, mint azt máig az anglo-normann címerleírás is teszi. Ezt követően (legalább 1415-től, azaz Prinsault óta) a sinople jelentése vörösről zöldre változott. Ennek oka nem ismert. A háttere talán az lehet, hogy megelőzzék a hasonló hangzású vert (zöld) és vair (evet) szavak összetévesztését. A 15. században sinopis, sinopsis értelme már 'zöld' volt, de a 13. század előtt sinopei vöröset jelentett (magyarul cinóber, ami szintén Sinopról kapta a nevét). Eközben a sinopsis változata, az irodalmi nyelvben használt sinople továbbra is vöröset jelentett, és a francia köznyelvben vert a zöld értelme.

## A vörös szimbolikája
A holt heraldika korában különféle jelentéstartalmakat igyekeztek a vöröshöz kapcsolni. A színek között ezt tartották a legtöbbre. Így lett Prinsaultnál a bátorság és harciasság jelképe. A Rákóczi-család 1597-es címerbővítésében a hármas halmon látható kerék vörös mezeje a címerleírás szerint azt fejezi ki, hogy a megadományozott nem riad vissza a véráldozattól sem. A Spener által említett Heraldus Britannus nevű középkori herold a coccin elnevezést használta a vörösre, ami skarlátvöröset jelent.
A másik elterjedt színárnyalat a korallvörös volt. A nemes korallból (corallum rubrum), régi magyar nevén kláris vagy kaláris, már a legrégibb időkben is ékszereket csiszoltak, különösen Keleten. Piros színének a néphit mindenhol jótékony hatást tulajdonított. A régi Rómában főleg a gyermekamulettekhez használták fel. A középkor végétől egyre népszerűbb lett. A 17-18. században nemcsak ékszert készítettek belőle, hanem ötvösmunkákba (kelyhek, asztaldíszek, kardok) is belefoglalták. A korallfaragó ipar Velencében lett naggyá.

## A vörös előállítása
A heraldikában vörös alatt rikító vöröset használtak, melyhez legalkalmasabb a mínium és a cinóber volt. A 12. és 13. századi címerek festésére ezért míniumot kell használni, a cinóbert pedig a későbbieknél kell alkalmazni. Az árnyékolásra bíbor, a világosabb részek feltüntetésére narancssárgát kell használni.
A vöröshöz már az ókortól használtak cinóbert, azaz cinnabaritot (higanyszulfid, HgS), másik neve minium és minium secondarium (Vitruvius). A legdrágább pigmentek közé tartozott. Bányászatakor a
vasszerszámok csapásai alatt fémhigany bukkant elő, melyet aranyozáshoz és más célra használtak. Sokáig kellett törni és áztatni. Cennino Cennini leírása szerint (Il libro dell'arte, a 15. sz. eleje):
"És morzsold azt a követ tiszta vízzel minél jobban tudod. És ha akár húsz éven át minden nap morzsolnád, csak egyre jobb és tökéletesebb lenne." A késő középkorban mesterségesen is előállították. A higanyt felolvasztott kénnel keverték, majd a fekete nyers HgS-t szublimálták. A színe rendkívül élénk, telt és tartós volt. Gyakran hamisították olcsóbb anyagok felhasználásával, mint mész és a jóval olcsóbb mínium (Pb3O4) vagy téglapor hozzáadásával. Vitruvius szerint (Marcus Vitruvius Pollio: De architectura libri decem, az Az építészetről) úgy lehet megállapítani a valódiságát, ha egy pléhdarabra rászórjuk és a tűz fölé tartjuk. A megfeketedett anyagot hagyjuk kihűlni és ha ekkor visszatér az eredeti színe, a cinóber valódi, ha fekete marad, mésszel hamisították. A legrégibb vörös növényi színezékek közé tartozik az alizarin, melyet a buzérfélékből (Rubiaceae) nyertek. A festőbuzér
(Rubia tinctorum) gyökerében is előfordul. Ahhoz, hogy jól beleivódjon az anyagba különféle fémsókat kell hozzáadni. A fémiontól függően a színe lehet lila (cín), lilásvörös (vas), rózsaszín (alumínium) vagy bíbor (kalcium).
Angolul a cinóber neve vermilion, mely a francia vermeil származéka. Ez vörös színt jelentett és a latin vermiculum szóból származik, olyan vörös festék, melyet a Kermes vermilio (más néven: Coccus vermilio) nevű festéktetűből nyertek. Változata, a sandaracum narancssárga ólomszulfid (galenit) vagy vörös arzénszulfid (realgár). A Tetraclinis articulata nevű ciprusfenyő sárgás gyantáját is jelenti. Ritkábban a vörös ólomoxidot vagy miniumot (sandix, párisi vörös, csehül suřík, mennig, németül orangemennig, Pb3O4) is használták, amelyet nagyban úgy készítenek, hogy ólomoxidot (masszikot) lángkemencékben 300-400°-ra felhevítenek. Téglavörös színű nehéz por, amely hevítéskor megbarnul, a kihűléskor azonban ismét megvörösödik.